# Ilhas de Palliser

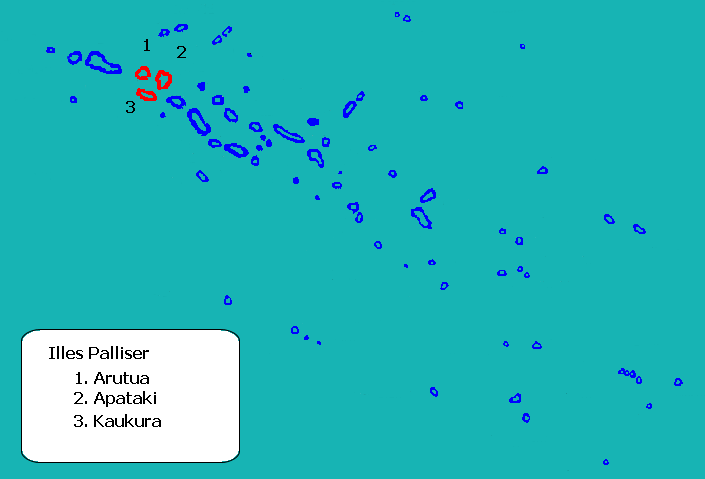
Localização das Ilhas de Palliser no arquipélago de Tuamotu.

As Ilhas de Palliser são um grupo de atóis do arquipélago de Tuamotu, na Polinésia Francesa. Eles estão localizados na região noroeste do principal grupo de atóis.
O grupo inclui:
- Apataki
- Aratika
- Arutua
- Fakarava
- Kaukura
- Mataiva
- Rangiroa
- Makatea
- Tikehau
- Toau

## Administração
- Administrativamente Apataki e os atóis de Kaukura pertencem à comuna de Arutua, com uma população total de 1.624 habitantes (Censo de 2002).
- Toau, Aratika, Kauehi, Niau, Raraka e Taiaro, pertencem à comuna de Fakarava. A população total é de 1.511 habitantes.
- A comuna de Rangiroa consiste em 3 atóis: a própria Rangiroa, Tikehau e Mataiva, e uma ilha separada (Makatea). A população total é de 1.871 habitantes.

## História
As Ilhas de Palliser foram nomeadas "Palliser's Isles" em honra almirante Sir Hugh Palliser, pelo Capitão James Cook, que foi o primeiro europeu a avistá-las, em 19 de Abril e 20 de Abril de 1774.